# Tarcisio Zimmermann
Tarcisio João Zimmermann (Santo Cristo, 24 de julho de 1954) é formado em sociologia pela Universidade Federal do Rio Grande do Sul, político brasileiro, filiado ao Partido Democrático Trabalhista (PDT). Participou da fundação do Partido dos Trabalhadores em 1982, sendo filiado até 2022, quando anunciou sua saída.

## Biografia
Natural do município de Santo Cristo, um dos 13 filhos de Eugênio Matias Zimmermann e Agnez Catarina Zimmermann, pequenos agricultores. Teve sua formação básica em um seminário. Mudou-se, posteriormente para a capital do estado, Porto Alegre. Iniciou sua graduação em engenharia elétrica na Pontíficia Universidade do Rio Grande do Sul (PUCRS), trocando posteriormente pela formação em ciências sociais na UFRGS, onde formou-se bacharel e licenciado.
Foi eleito deputado federal para três mandatos consecutivos, em 1998, 2002 e 2006. Durante o primeiro mandato, 1999-2003, licenciou-se para exercer o cargo de Secretário Estadual do Trabalho, Cidadania e Assistência Social na gestão do Governo Olívio Dutra. Foi o segundo Deputado Federal mais votado no município em 2002 e o mais votado em 2006.
Disputou o cargo de prefeito de Novo Hamburgo em 1996, ocupando o terceiro lugar. Concorreu novamente em 2004, ficando em segundo lugar, obtendo 30,56% dos votos. Em 2008, disputando pela terceira vez, é eleito com 51,31% dos votos.
Nas eleições de 2014, em 5 de outubro, foi eleito deputado estadual à Assembleia Legislativa do Rio Grande do Sul na 54ª legislatura (2015 — 2019). Assumiu o cargo em 1 de fevereiro de 2015, cujo mandato expira em 1 de fevereiro de 2019. Foi filiado ao Partido dos Trabalhadores (PT) até 2022, quando saiu do partido, após as eleições gerais, para filiar-se ao Partido Democrático Trabalhista. Disputou novamente a prefeitura de Novo Hamburgo, pelo PDT, ficando em 2º lugar, com 19,01% dos votos, perdendo para Gustavo Finck do PP.